# Taferelen uit het leven van de jager
Taferelen uit het leven van de jager is een paneelschilderij gemaakt rond 1647 door de Nederlandse schilder Paulus Potter, met hulp van Cornelis van Poelenburch. Het wordt bewaard in het Hermitage van Sint-Petersburg.

## Beschrijving
Het schilderij is verdeeld in veertien taferelen: twee grotere in het midden en twaalf kleinere errond. Ze vertellen over een knappe edelman die op jacht gaat. Hij valt dieren aan, lokt ze in de val of stuurt zijn honden achter hen aan. Linksboven is het vizioen van Eustachius (of Hubertus) weergegeven, waarin een jager zich door het zien van een kruisbeeld tussen de hoorns van een hert tot het christendom bekeert. Rechtsboven verandert de mythologische jager Actaeon in een hert omdat hij de godin Diana heeft zien baden en wordt hij uiteindelijk opgegeten door zijn eigen honden. Deze scène uit Ovidius is geschilderd door Van Poelenburch.
Vreemd en schokkend is de omgekeerde wereld die centraal wordt weergegeven. De jager wordt door de dieren gevangengenomen, vastgebonden en berecht. Zelfs zijn honden worden voor de dierenrechtbank geleid, waar een leeuw met zijn poot een stok opheft en een vos een vel papier vastgrijpt, waarop de misdaden van de mens zouden kunnen zijn geschreven. Erronder zien we de straf van de jager, aan het spit geroosterd door een everzwijn en een geit. De grote lepels laten er geen twijfel over bestaan dat hij zal worden verorberd. De jachthonden worden opgehangen aan een boom, terwijl overal rondom de dieren dansen en feesten.  

## Interpretatie
Het motief van de berechting en roostering van een jager is te vinden bij Theodoor Galle rond 1600. Diens prent De wraak van de dieren moet Potter bekend zijn geweest. Het gaat duidelijk om een vorm van humor en een omgekeerde wereld. Toch blijft het moeilijk te achterhalen welke betekenis de schilder en zijn publiek eraan toekenden. Is het een politieke allegorie en een waarschuwing aan het adres van de oorlogszuchtige stadhouder Willem II van Oranje? Is het een satire op de dierenprocessen die nog plaats vonden in Potters tijd? Wordt het morele dilemma van het jagen op scherp gesteld? Het schilderij lijkt een verschuiving in de culturele attitudes tegenover mens-dier-relaties te markeren, die toen ingang vond onder invloed van Michel de Montaigne, al zou het ongetwijfeld te ver gaan om er zonder meer een veroordeling van wreedheid tegen dieren in te zien. 

## Weerklank
Goethe noemde het schilderij "een gedicht in verf". Lewis Carroll zag het als een "meesterwerk". Martin Kemp rekent het tot de meest opmerkelijke dierenhistories uit de kunstgeschiedenis.

## Voetnoten
1. ↑  Martin Kemp, The Human Animal in Western Art and Science, 2007, p. 101

- RKDimages: 40605